# Ancudana cincta
Ancudana cincta är en insektsart som beskrevs av Delong och Martinson 1974. Ancudana cincta ingår i släktet Ancudana och familjen dvärgstritar. Inga underarter finns listade i Catalogue of Life.